# Анцуцу
Анцуцу (на малгашки: Antsotso) е община (каоминина) в Мадагаскар, провинция Антанариву, регион Вакинанкарача, окръг Бетефу. Населението на общината през 2001 година е 14 826 души.